# Ponte Preta Sumaré Futebol Clube
A Ponte Preta Sumaré Futebol Clube foi um clube brasileiro da cidade de Sumaré, interior do estado de São Paulo.

## História
A Associação Atlética Ponte Preta tinha como time B o Radium Futebol Clube de Mococa, mas o acordo entre os dois clubes terminou no final do ano 2000. Então o clube campineiro decidiu criar um novo clube para funcionar como time B, e assim surgiu a Ponte Preta Sumaré.
A escolha do nome Ponte Preta Sumaré foi devido ao apoio que a prefeitura de Sumaré deu para a Ponte criar o seu time B. Com esse nome, foi vice-campeão da Série B3 em 2002, conquistando o acesso à Série B2 do ano seguinte e revelando jogadores como o meia-atacante Fred, os atacantes Da Silva e Vaguinho, o volante Angelo e o goleiro Aranha. Com o final do acordo entre o clube campineiro e a cidade de Sumaré, o time deixou de existir devido a incompetência da Prefeitura.

## Campanhas de Destaque

### Estaduais
- Vice-Campeonato Paulista - Série B3: 2002.

1. 1 2  «História». futebolpaulista.com.br. Consultado em 24 de outubro de 2023
2. ↑  «Ponte lança filial de Sumaré amanhã». folha.uol.com.br. Consultado em 24 de outubro de 2023
3. ↑  «Corinthians B é campeão da Série B-3». estadao.com.br. Consultado em 24 de outubro de 2023